# Холдейн, Джон Скотт
Джон Скотт Хо́лдейн (англ. John Scott Haldane; 3 мая 1860, Эдинбург — 15 марта 1936, Оксфорд) — шотландский физиолог.
Член Лондонского королевского общества (1897), иностранный член Национальной академии наук США (1935).

## Биография
Учился в Эдинбургской академии, в Эдинбургском и Йенском университетах.
В 1884 году получил степень доктора медицины. С 1887 года работал на кафедре физиологии Оксфордского университета — ассистентом, а затем профессором. В 1897 году был избран членом Лондонского королевского общества, в 1905 году — членом совета Нью-колледжа Оксфордского университета. Руководил физиологическими лабораториями в Донкастере (с 1912 года) и Бирмингеме (с 1921 года).

### Изучение дыхания
Является одним из создателей учения о дыхании человека, о его регуляции и роли в этом процессе углекислого газа. Учёный исследовал токсическое действие окиси углерода, разработал методы борьбы с отравлением этим газом. Впервые определил состав альвеолярного воздуха у человека с помощью созданного им газоаналитического аппарата (аппарат Холдейна). В 1911 году возглавил высокогорную экспедицию на пик Пайкс (шт. Колорадо), положившую начало исследованиям по приспособлению организма к экстремальным условиям. Занимался вопросами охраны труда шахтёров, изучал влияние влажности воздуха на переносимость организмом высоких температур. Исследовал взаимодействие между дыханием и кровообращением, определял минутный объём при мышечной деятельности. Разработал новый метод декомпрессии, создал основы профилактики кессонной болезни. В 1933 году участвовал в создании и испытании первого высотного скафандра.
Его сын Джон Бёрдон Сандерсон (1892—1964) пошёл по стопам отца и тоже посвятил жизнь науке.

## Научные работы
Результаты своей научной деятельности Холдейн обобщил в следующих книгах:
- «Методы анализа воздуха» (Methods of Air Analysis, 1912 год);
- «Организм и окружающая среда на примере физиологии дыхания» (Organism and Environment as Illustrated by the Physiology of Breathing, 1917 год);
- «Новая физиология» (The New Physiology, 1919 год);
- «Философские основы биологии» (The Philosophical Basis of Biology, 1931 год);
- «Дыхание» (Respiration, 1935 год).